# Livezile (Timiș)
Livezile (en hongrois : Tolvád, en allemand : Tolwad ou Tolwadin) est une commune du județ de Timiș en Roumanie.